# Пачуко Пратс
Мануель Пратс Гверендіайн (ісп. Manuel Prats Guerendiain; 1 січня 1902, Португалете — 22 вересня 1976), відомий як Пачуко Пратс (ісп. Pachuco Prats) — іспанський футболіст, що грав на позиції півзахисника.
Виступав, зокрема, за клуб «Реал Мадрид», у складі якого був чемпіоном Іспанії сезону 1931/32. Грав за національну збірну Іспанії.

## Клубна кар'єра
У дорослому футболі дебютував 1923 року виступами за команду клубу «Баракальдо», в якій провів три сезони.
Протягом 1926—1927 років захищав кольори команди клубу «Реал Мурсія».
Своєю грою за останню команду привернув увагу представників тренерського штабу клубу «Реал Мадрид», до складу якого приєднався 1927 року. Відіграв за королівський клуб наступні п'ять сезонів своєї ігрової кар'єри. В останньому з них допоміг команді, яка на той момент з політичних міркувань мала назву «Мадрид», здобути перший в її історії титул чемпіона Іспанії.
Протягом 1933—1935 років захищав кольори команди клубу «Аліканте».
Завершив професійну ігрову кар'єру у клубі «Баракальдо», у складі якого вже виступав раніше. Прийшов до команди 1935 року, захищав її кольори до припинення виступів на футбольному полі в 1936.
Помер 22 вересня 1976 року на 75-му році життя.

## Виступи за збірну
1927 року дебютував в офіційних матчах у складі національної збірної Іспанії. Протягом кар'єри у національній команді, яка тривала 4 роки, провів у формі головної команди країни 9 матчів, усі з яких мали товариський статус.

## Титули і досягнення
- Чемпіон Іспанії: 1931/32